# Kristina Reztsova
Pour les articles homonymes, voir Reztsova.
Kristina Leonidovna Reztsova (en russe : Кристина Леонидовна Резцова), née le 27 avril 1996 à Moscou, est une biathlète russe, médaillée de bronze sur le relais mixte aux Jeux olympiques de Pékin en 2022.

## Biographie
Elle est la sœur de Daria Virolaïnen et la fille d'Anfisa Reztsova, toutes deux aussi biathlètes.
Pour ses débuts internationaux en 2015 à l'occasion des Championnats du monde jeunesse, elle prend la médaille d'argent sur le relais.
Elle est ensuite trois fois sur le podium aux Championnats du monde de biathlon d'été junior, dont deux fois en individuel. Lors de l'édition 2017 de cette compétition, elle remporte deux titres, dont celui 
Aux Championnats du monde junior 2017 à Osrblie, Reztsova gagne la médaille de bronze en relais. 
Lors de la saison 2017-2018, elle est promue chez les séniors et court dans l'IBU Cup, où elle gagne en relais mixte à Obertilliach et monte sur son premier podium individuel à Arber (sprint). L'hiver suivant, elle n'est présente que sur deux étapes, suffisant tout de même pour monter sur un podium à Martello.
Après notamment une quatrième place en sprint aux Championnats du monde de biathlon d'été à Minsk en 2019, elle fait ses débuts dans la Coupe du monde à Östersund, puis parvient à marquer des points sur sa deuxième étape à Hochfilzen, où elle est 19e avant de monter sur le podium avec ses coéquipières du relais (Larisa Kuklina, Svetlana Mironova et Ekaterina Yurlova-Percht).
Plus tard dans l'hiver, elle remporte deux médailles d'argent aux Championnats d'Europe à Minsk, sur la poursuite derrière Elena Kruchinkina et sur le relais mixte. Reztsova prend ensuite une année sabbatique pour donner naissance à sa fille,.
De retour à la compétition lors de la saison 2021-2022, elle se montre rapidement en bonne condition, parvenant même à monter sur son premier podium en carrière, en prenant la troisième place sur la mass-start au Grand-Bornand. Elle fait partie des dix biathlètes (cinq hommes et cinq femmes) sélectionnés par le Comité olympique russe afin de participer aux Jeux olympiques 2022 à Pékin en Chine. Deuxième relayeuse de l'équipe sur le relais mixte, elle décroche la médaille de bronze avec ses coéquipiers Uliana Nigmatullina, Alexander Loginov et Eduard Latypov, derrière la Norvège et la France.
Le 26 février 2022, à la suite de l'invasion militaire de l'Ukraine par la Russie, les biathlètes russes ne sont pas autorisés par les autorités estoniennes à se rendre à l'étape de coupe du monde à Otepää. Dans la même journée, l'IBU décide que les biathlètes russes participeront aux épreuves restantes sous bannière neutre, ce qui provoque une réaction de la fédération russe qui retire l'ensemble de ces athlètes pour la fin de saison de coupe du monde.

## Palmarès

### Jeux olympiques
| Édition / Épreuve | Individuel | Sprint | Poursuite | Mass start | Relais                             | Relais mixte                        |
| ----------------- | ---------- | ------ | --------- | ---------- | ---------------------------------- | ----------------------------------- |
| Pékin 2022        | 9e         | 6e     | 26e       | 5e         | Médaille d'argent, Jeux olympiques | Médaille de bronze, Jeux olympiques |

Légende :
- : première place, médaille d'or
- : deuxième place, médaille d'argent
- : troisième place, médaille de bronze

### Coupe du monde
- Meilleur classement général : 20e en 2022.
- 8 podiums[8] :
  - 1 podium individuel : 1 troisième place.
  - 5 podiums en relais : 4 deuxièmes places et 1 troisième place.
  - 1 podium en relais mixte : 1 troisième place.
  - 1 podium en relais mixte simple : 1 victoire.

Dernière mise à jour le 20 mars 2022

#### Classements en coupe du monde
| Saison    | Individuel | Individuel | Sprint | Sprint   | Poursuite | Poursuite | Mass start | Mass start | Général | Général  |
| Saison    | Points     | Position   | Points | Position | Points    | Position  | Points     | Position   | Points  | Position |
| --------- | ---------- | ---------- | ------ | -------- | --------- | --------- | ---------- | ---------- | ------- | -------- |
| 2017-2018 |            |            | -      | nc       |           |           |            |            | -       | nc       |
|           |            |            |        |          |           |           |            |            |         |          |
| 2019-2020 | 14         | 50e        | 22     | 64e      | 30        | 45e       |            |            | 66      | 58e      |
|           |            |            |        |          |           |           |            |            |         |          |
| 2021-2022 | 34         | 18e        | 138    | 24e      | 103       | 24e       | 91         | 15e        | 366     | 20e      |

### Championnats d'Europe
| Édition / Épreuve | Individuel                       | Super sprint                     | Sprint | Poursuite                 | Relais mixte              | Relais mixte simple |
| ----------------- | -------------------------------- | -------------------------------- | ------ | ------------------------- | ------------------------- | ------------------- |
| Ridnaun 2018      | 35e                              | Épreuve inexistante à cette date | —      | —                         | —                         | 5e                  |
| Minsk 2020        | Épreuve inexistante à cette date | 31e                              | 4e     | Médaille d'argent, Europe | Médaille d'argent, Europe | —                   |

Légende :
- : première place, médaille d'or
- : deuxième place, médaille d'argent
- : troisième place, médaille de bronze
- — : non disputée par Reztsova
- : pas d'épreuve

### Championnats du monde juniors et de la jeunesse
| Édition / Épreuve     | Individuel | Sprint | Poursuite | Relais                    |
| --------------------- | ---------- | ------ | --------- | ------------------------- |
| Minsk 2015            | 13e        | —      | —         | Médaille d'argent, monde  |
| Cheile Gradistei 2016 | 9e         | 14e    | 10e       | 8e                        |
| Brezno-Osrblie 2017   | 20e        | 37e    | 13e       | Médaille de bronze, monde |

Légende :
- participation aux Ch. du monde de la jeunesse

- : première place, médaille d'or
- : deuxième place, médaille d'argent
- : troisième place, médaille de bronze
- — : non disputée par Reztsova

### IBU Cup
En comptant les podiums obtenus aux Championnats d'Europe, selon l'Union internationale de biathlon : 
- 3 podiums individuels.
- 1 victoire en relais mixte.